# Opowieść wigilijna (film 2009)
Opowieść wigilijna (ang. A Christmas Carol) – animowana adaptacja powieści Karola Dickensa z 1843 roku pod tym samym tytułem. Scenariusz do filmu napisał i wyreżyserował Robert Zemeckis. W roli głównej (Ebenezera Scrooge’a) wystąpił Jim Carrey, który zagrał również kilka innych kluczowych postaci (Scrooge młody, w średnim wieku i starzec, a także każdy z trzech duchów).
Film był realizowany techniką motion capture (przetworzenie mimiki realnych aktorów do animacji) wykorzystując technologię trójwymiarową.

## Fabuła
Londyn, rok 1843. Ebenezer Scrooge nie lubi innych ludzi. Większość życia spędza w prowadzonym przez siebie kantorze. Święta Bożego Narodzenia są dla niego najgorszym czasem w roku. W Wigilię niespodziewanie odwiedza go zjawa dawnego wspólnika, Jakuba Marleya. Ostrzega go, że jeśli nie zmieni swojego podejścia do ludzi, źle się to dla niego skończy.

## Wersja polska
Opracowanie wersji polskiej: Sun Studio A/S Oddział w Polsce

Reżyseria: Waldemar Modestowicz

Dialogi polskie: Jan Wecsile

Kierownictwo muzyczne: Agnieszka Tomicka

Teksty piosenek: Adela Bajko, Agnieszka Farkowska

Dźwięk i montaż: Maria Kantorowicz, Anna Żarnecka, Agata Chodyra

Kierownictwo produkcji: Beata Jankowska, Urszula Nowocin

Zgranie: Shepperton International

Opieka artystyczna: Aleksandra Sadowska

Produkcja polskiej wersji językowej: Disney Character Voices International, Inc.

W wersji polskiej udział wzięli:
- Piotr Fronczewski – Ebenezer Scrooge
- Jan Peszek – Bob Cratchit
- Grzegorz Damięcki – Fred
- Aleksander Bednarz – Marley
- Jarosław Gajewski – Duch Wigilijnej Przeszłości
- Marian Opania – Fezziwig
- Anna Dereszowska – Belle
- Krzysztof Stelmaszyk – Duch Tegorocznego Bożego Narodzenia
- Stanisław Brudny – Stary Joe
- Marcin Przybylski – Młody Scrooge

W pozostałych rolach:
- Anna Apostolakis-Gluzińska
- Justyna Bojczuk
- Izabela Dąbrowska
- Elżbieta Gaertner
- Elżbieta Kępińska
- Julia Kijowska
- Julia Kołakowska
- Liwia Mazurkiewicz
- Olga Sarzyńska
- Milena Suszyńska
- Katarzyna Tatarak
- Ewa Wencel - Pani Cratchit
- Barbara Zielińska
- Waldemar Barwiński
- Włodzimierz Bednarski
- Andrzej Chudy
- Paweł Ciołkosz
- Grzegorz Drojewski
- Jakub Gąsowski
- Zbigniew Konopka
- Beniamin Lewandowski
- Wojciech Machnicki
- Mateusz Narloch
- Sławomir Pacek
- Miłogost Reczek
- Krzysztof Szczerbiński
- Paweł Szczesny
- Krzysztof Wójcik
- Krzysztof Zakrzewski

Kolęda „Adeste Fideles” – wykonanie: Franciszek Kydryński

Kolędnicy i chór:
- Anna Apostolakis-Gluzińska
- Katarzyna Owczarz
- Ewa Prus
- Agnieszka Tomicka
- Beata Wyrąbkiewicz
- Wit Apostolakis-Gluziński
- Jan Bzdawka
- Beniamin Lewandowski
- Jakub Szydłowski
- Łukasz Talik